# David di Donatello per il miglior attore esordiente
Il David di Donatello per il miglior attore esordiente è un premio cinematografico assegnato  nell'ambito dei David di Donatello in due sole edizioni, nel 1982 e 1983.

## Albo d'oro
- 1982
  - Beppe Grillo - Cercasi Gesù
  - Alessandro Benvenuti - Ad ovest di Paperino
  - Enzo Decaro - Prima che sia troppo presto
- 1983
  - Fausto Rossi - Colpire al cuore
  - Carlo De Matteis - Sciopèn
  - Marcello Lotti - Io, Chiara e lo scuro